# Молодогвардійська міська територіальна громада
Молодогвардійська міська громада — номінально утворена територіальна громада в Луганському районі Луганської області України. Адміністративний центр — місто Отаманівка. Не зважаючи на перейменування адміністративного центру, територіальна громада не була перейменована, оскільки наразі відсутні правові підстави і механізми для перейменування територіальних громад.
Територія громади є окупованою.
Утворена 12 червня 2020 року шляхом об'єднання Молодогвардійської міської, Великологівської, Енгельсівської, Мирненської, Новоолександрівської, Новосвітлівської, Сімейкинської селищних, Новоганнівської, Самсонівської і Хрящуватенської сільських рад Сорокинського району.

## Населені пункти
У складі громади: місто — Отаманівка; селища — Буран, Великий Лог, Верхня Краснянка, Гірне, Мирне, Новоолександрівка, Новосвітлівка, Новосімейчине, Сімейчине, Талове, Хрящувате, Широке; села — Андріївка, Валіївка, Видно-Софіївка, Вишневий Діл, Глибоке, Горіхова Балка, Дубівка, Катеринівка, Комісарівка, Красне, Красний Яр, Лисе, Новоганнівка, Придорожнє, Самсонівка та Тернове.